# Franziskus von Sales Bauer
Franziskus von Sales Bauer (1841. – 1915.) bio je češki biskup i kardinal.
Bio je nadbiskup Olomuca. Dodijeljen mu je 27. studenog 1911. kardinalski naslov hrvatske crkve svetog Jeronima u Rimu. Umro je 26. studenoga 1915. godine.
Novčanim je sredstvima potpomogao obnovu krova crkve svetog Jeronima 1915. godine.

### Članci
- Bogdan, Jure. 2005. Hrvatska crkva svetog Jeronima u Rimu i njezini kardinali naslovnici. Crkva u svijetu. Sveučilište u Splitu - Katolički bogoslovni fakultet. Split. 40 (2): 187–205